# 11e corps d'armée (Allemagne)
Pour les articles homonymes, voir 11e corps d'armée.
Le 11e corps d'armée (en allemand : XI. Armeekorps) était un corps d'armée de l'armée de terre allemande, la Heer, au sein de la Wehrmacht pendant la Seconde Guerre mondiale.

## Hiérarchie des unités
| Nom          | Nbre d'hommes       | Unités subalternes                | Grade de commandement                 |
| ------------ | ------------------- | --------------------------------- | ------------------------------------- |
| Heeresgruppe | + 300 000           | 2 à + Armeen (Armées)             | Generaloberst ou Generalfeldmarschall |
| Armee        | + 100 000 - 300 000 | 2 à + Armeekorps (Corps d'armées) | General ou Generaloberst              |
| Armeekorps   | + 30 000 - 80 000   | 2 à + Divisionen (Division)       | Generalleutnant ou General            |
| Division     | + 10 000 – 20 000   | 2 à 6 Brigaden (Brigade)          | Generalmajor ou Generalleutnant       |
| Brigade      | + 3 000 – 5 000     | jusqu'à 3 Regimentern (Régiment)  | Oberst ou Generalmajor                |

## Historique
Le 11e corps d'armée est formé le 6 octobre 1936 à Hanovre dans le Wehrkreis XI.

Il est mobilisé avec la 2e vague pendant l'été 1939.
De mars à mai 1942, il prend le nom de Gruppe Kortzfleisch et de juin à juillet 1942, le nom de Gruppe Strecker.
En juin 1942, il participe à l'opération Fall Blau au sein de la 6e armée. 

Après la conquête de la grande boucle du Don en août, il défend la rive ouest du Don, face à la tête de pont soviétique de Kremskaïa.

À la suite de la contre-offensive soviétique à Stalingrad, l'opération Uranus, le corps se trouve isolé à l'ouest du Don. Il n'échappe à l'encerclement que grâce à la résistance du 8e corps d'armée, qui protège les passages sur le fleuve, et réussit avec l'aide renforts blindés envoyés par le XIV. Panzerkorps à se replier sur la rive orientale du Don, malgré la forte pression de la 65e armée soviétique. Ses divisions perdent dans ce repli une partie de leur matériel lourd mais l'apport de ces troupes fraiches permettra d'établir une ligne de défense solide sur la face ouest du kessel, qui fixera durant 2 mois les troupes russes.  
Le XI. Korps est détruit le 2 février 1943 avec la 6. Armee. Il est officiellement dissout le 5 mars 1943.
La réorganisation de l'état-major avait déjà été réalisée en janvier 1943 dans le Heeresgruppe Sud (Groupe d'armée Sud) en tant que Generalkommando z.b.V. Cramer. Le Generalleutnant Hans Cramer rejoint le 30 décembre 1942 le Groupe d'armées B (Groupe d'armée B) et les officiers et sous-officiers du corps rejoignent le 1er janvier 1943 la seconde armée hongroise. Le 13 février 1943, le Generalleutnant Erhard Raus prend le commandement en tant que Generalkommando z.b.V. Le 20 juillet 1943, l'état-major de l'Heeresgruppe Sud est renommé XI. Armeekorps (ordonnance OKH/GenStdH /Org.Abt.II/n ° 18633/43). En mars 1944, le Generalkommando, après sa destruction à Tcherkassy, est placé dans le Generalgouvernement et reformé en Pologne.
En 1945, il combat en Silésie avant de se rendre aux troupes soviétiques en Tchécoslovaquie en mai 1945.

## Organisation

### Commandants successifs
| Date                               | Grade                    | Commandant               |
| ---------------------------------- | ------------------------ | ------------------------ |
| 1er avril 1939 - 1er mars 1940     | General der Artillerie   | Emil Leeb                |
| 1er mars 1940 - 6 octobre 1941     | General der Infanterie   | Joachim von Kortzfleisch |
| 6 octobre 1941 - 10 décembre 1941  | General der Infanterie   | Eugen Ott                |
| 10 décembre 1941 - 1er juin 1942   | General der Infanterie   | Joachim von Kortzfleisch |
| 1er juin 1942 - Février 1943       | Generaloberst            | Karl Strecker            |
|                                    | Reformation 1943         |                          |
| 1er janvier 1943 - 28 février 1943 | Generalleutnant          | Hans Cramer              |
| 1er mars 1943 - 1er novembre 1943  | General der Panzertruppe | Erhard Raus              |
| 5 décembre 1943 - 18 février 1944  | General der Artillerie   | Wilhelm Stemmermann      |
| 20 mars 1944 - 16 mars 1945        | General der Infanterie   | Rudolf von Bünau         |
| 16 mars 1945 - 20 mars 1945        | General der Artillerie   | Horst von Mellenthin     |
| 20 mars 1945 - 6 avril 1945        | General der Infanterie   | Rudolf von Bünau         |
| 6 avril 1945 - 8 mai 1945          | General der Infanterie   | Friedrich Wiese          |

### Chef des Generalstabes
| Date                                 | Grade            | Commandant             |
| ------------------------------------ | ---------------- | ---------------------- |
| 6 octobre 1936 - 12 octobre 1937     | Generalmajor     | Georg von Apell        |
| 12 octobre 1937 - 15 septembre 1939  | Generalmajor     | Erwin Vierow           |
| 10. September 1939 - 18 février 1942 | Oberst i.G.      | Johannes Baeßler       |
| 18 février 1942 - ? 1943             | Oberst i.G.      | Helmuth Groscurth (en) |
|                                      | Reformation 1943 |                        |
| Janvier 1943 - 22 janvier 1943       | Generalmajor     | Eberhard Kinzel        |
| ?                                    | ?                | ?                      |
| 20 juillet 1943 - 7 décembre 1943    | Oberst i.G.      | Hellmuth Schultze      |
| 7 décembre 1943 - 25 février 1944    | Generalmajor     | Heinz Gaedcke          |
| 25 février 1944 - Mai 1945           | Oberst i.G.      | Heinz Gaedcke          |

### 1. Generalstabsoffizier (Ia)
| Date                               | Grade               | Commandant               |
| ---------------------------------- | ------------------- | ------------------------ |
| 6 octobre 1936 - 10 novembre 1938  | Oberstleutnant i.G. | Maximilian Grimmeiß      |
| 10 novembre 1938 - 15 octobre 1939 | Oberstleutnant i.G. | Erwin Gerlach            |
| 16 octobre 1939 - Mars 1940        | Oberstleutnant i.G. | Alexander von Pfuhlstein |
| Avril 1940 - Juin 1941             | Oberstleutnant i.G. | Karl-Gustav Sauberzweig  |
| 21 juin 1941) - Octobre 1942       | Major i.G.          | Wolf Zabel               |
| Octobre 1942 - ? 1943              | Major i.G.          | Hans Schiele             |
|                                    | Reformation 1943    |                          |
| 20 juillet 1943 - Août 1944        | Oberstleutnant i.G. | Hans Schiele             |
| 1er septembre 1944 - Mai 1945      | Major i.G.          | Hanns-Hubert Struff      |

## Théâtres d'opérations
- Pologne : Septembre 1939 - Mai 1940
- France : Mai 1940 - Juin 1941
- Front de l'Est, secteur Sud : Juin 1941 - Octobre 1942
- Stalingrad : Octobre 1942 - Février 1943
- Front de l'Est, secteur Sud : Mars 1943 - Janvier 1944
- Cherkassy : Janvier 1944 - Février 1944
- Pologne, Silésie et Tchécoslovaquie : Avril 1944 - Mai 1945

## Ordre de batailles

### Rattachement d'Armées
| Date             | Armée                  | Groupe d'armées              |
| ---------------- | ---------------------- | ---------------------------- |
| 1939             |                        |                              |
| 25 août          | 10. Armee              | Groupe d'armées Sud          |
| 11 septembre     | 8. Armee               | Groupe d'armées Sud          |
| 15 septembre     | 10. Armee              | Groupe d'armées Sud          |
| 24 septembre     | 8. Armee               | Groupe d'armées Sud          |
| 18 octobre       | 4. Armee               | Groupe d'armées B            |
| 22 octobre       | 6. Armee               | Groupe d'armées B            |
| 27 octobre       | 2. Armee               | Groupe d'armées B            |
| 4 novembre       | 6. Armee               | Groupe d'armées B            |
| 1940             |                        |                              |
| 1er janvier      | 6. Armee               | Groupe d'armées B            |
| 31 mai           | 18. Armee              | Groupe d'armées B            |
| 3 juin           | z. Vfg.                | Groupe d'armées A            |
| 18 juin          | 12. Armee              | Groupe d'armées A            |
| 4 juillet        | 6. Armee               | Groupe d'armées B            |
| 11 septembre     | 18. Armee              | Heeresgruppe C               |
| 14 décembre      | z. Vfg.                | Heeresgruppe D               |
| 18 décembre      | 12. Armee              | OKH                          |
| 1941             |                        |                              |
| 1er janvier      | 12. Armee              | OKH                          |
| 26 mars          | z. Vfg.                | OKH                          |
| 28 mars          | 12. Armee              | OKH                          |
| 13 avril         | Panzergruppe 2         | OKH                          |
| 22 avril         | 2. Armee               | OKH                          |
| 6 juin           | 11. Armee              | Groupe d'armées Sud          |
| 19 août          | 17. Armee              | Groupe d'armées Sud          |
| 13 septembre     | Panzergruppe 1         | Groupe d'armées Sud          |
| 25 septembre     | 17. Armee              | Groupe d'armées Sud          |
| 29 octobre       | 6. Armee               | Groupe d'armées Sud          |
| 11 décembre      | 17. Armee              | Groupe d'armées Sud          |
| 24 décembre      | 1. Panzerarmee         | Groupe d'armées Sud          |
| 1942             |                        |                              |
| 1er janvier      | 1. Panzerarmee         | Groupe d'armées Sud          |
| 24 janvier       | 17. Armee              | Groupe d'armées Sud          |
| 29 janvier       | III. Panzerkorps       | Groupe d'armées Sud          |
| 9 février        | Armeegruppe von Kleist | Groupe d'armées Sud          |
| 7 juillet        | Gruppe von Mackensen   | Groupe d'armées Sud          |
| 14 juillet       | Gruppe v. Schwedtler   | Groupe d'armées Sud          |
| 16 juillet       | Armeegruppe Ruoff      | Groupe d'armées Sud          |
| 27 juillet       | z. Vfg.                | OKH                          |
| 5 août           | 6. Armee               | Groupe d'armées B            |
| 21 novembre      | 6. Armee               | Heeresgruppe Don             |
| 1943             |                        |                              |
| 1er janvier      | 6. Armee               | Heeresgruppe Don             |
| Reformation 1943 |                        |                              |
| Février          | -                      | Groupe d'armées B            |
| Mars             | Armee-Abteilung Kempf  | Groupe d'armées Sud          |
| Août             | Armee-Abteilung Kempf  | Groupe d'armées Sud          |
| Septembre        | 8. Armee               | Groupe d'armées Sud          |
| 1944             |                        |                              |
| Janvier          | -                      | -                            |
| Avril            | 1. ungarische Armee    | Groupe d'armées Nord Ukraine |
| Août             | 1. Panzerarmee         | Groupe d'armées Nord Ukraine |
| Octobre          | 1. Panzerarmee         | Groupe d'armées A            |
| 1945             |                        |                              |
| Janvier          | 1. Panzerarmee         | Groupe d'armées A            |
| Février          | 1. Panzerarmee         | Groupe d'armées Centre       |

### Unités subordonnées

#### Unités organiques
- Arko 31, ab 1940 Arko 411
- Korps-Nachrichten-Abteilung 51
- Korps-Nachschubtruppen 411

#### Unités rattachées
1er septembre 1939
- 18. Infanterie-Division
- 19. Infanterie-Division

1er décembre 1939
- 19. Infanterie-Division

15 avril 1940
- 19. Infanterie-Division
- 14. Infanterie-Division
- 31. Infanterie-Division

16 juin 1940
- 7. Infanterie-Division
- 211. Infanterie-Division
- 253. Infanterie-Division
- 267. Infanterie-Division
- 269. Infanterie-Division

27 juin 1940
- 7. Infanterie-Division
- 253. Infanterie-Division
- 269. Infanterie-Division
- 257. Infanterie-Division
- 125. Infanterie-Division
- 239. Infanterie-Division
- 101. Leichte-Division

3 septembre 1941
- 257. Infanterie-Division
- 125. Infanterie-Division
- 239. Infanterie-Division

2 janvier 1942
- 6. rumänische Kavallerie-Brigade
- 5. rumänische Kavallerie-Brigade
- 73. Infanterie-Division

24 juin 1942
- VI. rumänisches Korps
- 1. Gebirgs-Division
- 1. rumänische Division

454. Sicherungs-Division
15 novembre 1942
- 384. Infanterie-Division
- 44. Infanterie-Division
- 376. Infanterie-Division

7 juillet 1943
- 320. Infanterie-Division
- 106. Infanterie-Division

26 décembre 1943
- 72. Infanterie-Division
- 167. Infanterie-Division
- 57. Infanterie-Division
- SS-Freiwilligen-Sturmgeschütz-Brigade Wallonien
- 5. SS-Panzergrenadier-Division "Wiking"

16 septembre 1944
- 168. Infanterie-Division
- 254. Infanterie-Division
- 96. Infanterie-Division

- 1er mars 1945
- Kampfgruppe 1re division de chasseurs à ski
- 97. Jäger-Division
- Kampfgruppe 371. Infanterie-Division
- 5. SS-Panzer-Division "Wiking"
- Kampfgruppe 344. Infanterie-Division

## Sources
- XI. Armeekorps sur Lexikon-der-wehrmacht.de